# Observatoire volcanologique et sismologique de Guadeloupe
L'observatoire volcanologique et sismologique de Guadeloupe, abrégé en OVSG, est un observatoire volcanologique de France situé en Guadeloupe, sur le Houëlmont, dans la commune de Gourbeyre. Il a pour principale mission de surveiller l'activité volcanique de la Soufrière située à neuf kilomètres à vol d'oiseau au nord-est.

## Histoire
En 1950, l'institut de physique du globe de Paris fonde un établissement dans une propriété des hauts de Saint-Claude, au pied de la Soufrière. Nommé laboratoire de physique du globe, il est alors doté de deux sismographes Maïnka SOM puis de sismographes électromagnétiques, qui font de l'établissement un véritable observatoire volcanologique. En 1976, celui-ci détecte la crise sismique de la Soufrière, ce qui mène à l'évacuation de la région. Le laboratoire s'installe alors au fort Saint-Charles, à Basse-Terre.

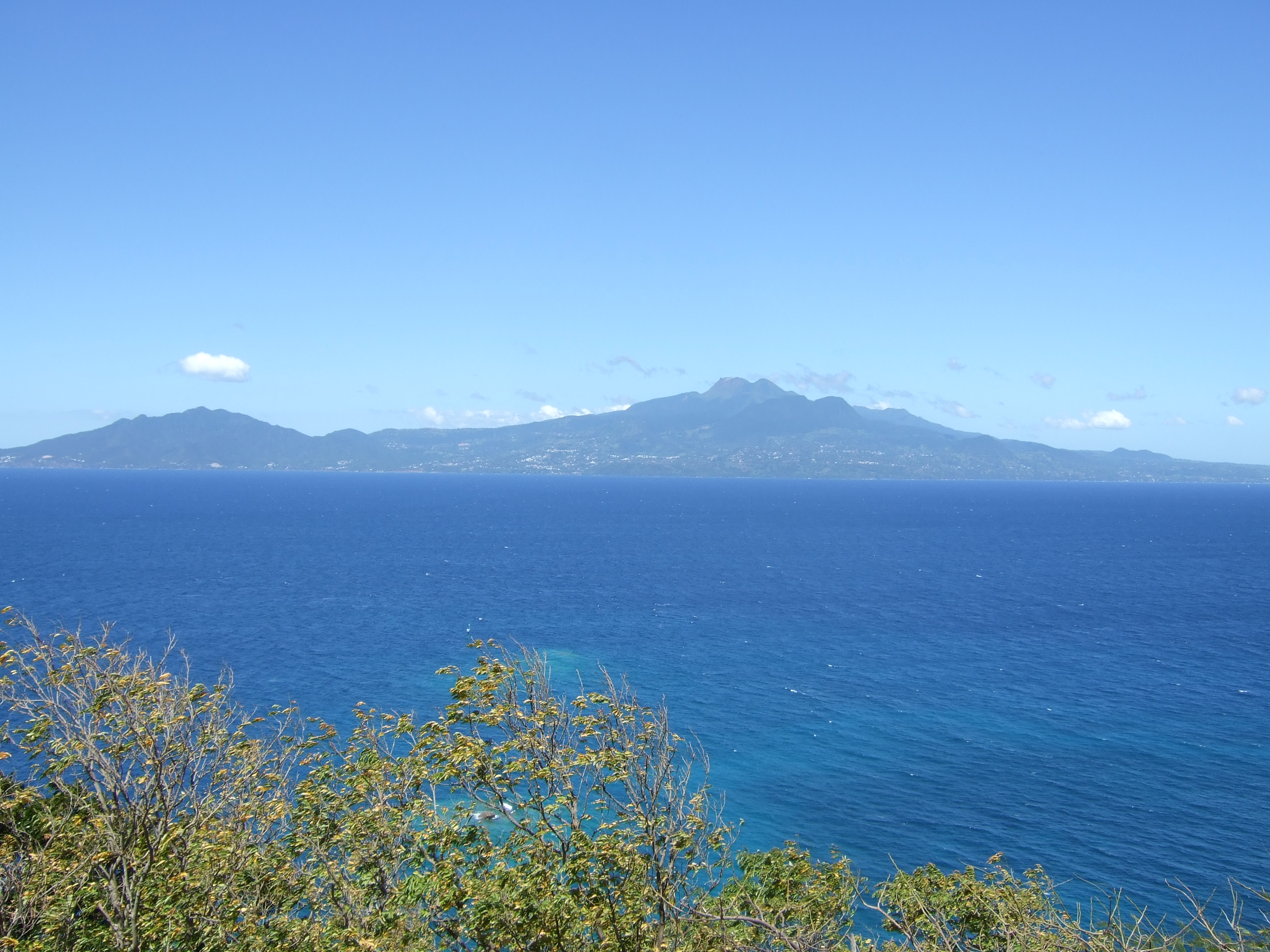
La Soufrière vue depuis les îles des Saintes, le volcan actif de la Guadeloupe surveillé par l'observatoire.

En 1989, il est décidé de construire un observatoire moderne sur le Houëlmont, sur les contreforts des monts Caraïbes. Il entre en service en 1993 et s'appelle alors observatoire volcanologique de la Soufrière. Il prend son nom actuel d'observatoire volcanologique et sismologique de Guadeloupe en 2001.

## Missions
Les cinq missions principales de l'observatoire sont :
- la surveillance de l'activité volcanique de la Soufrière, la compréhension du fonctionnement du volcan, l'évaluation des risques éruptifs et l'information des autorités et de la population ;
- la surveillance de la sismicité régionale, l'information des autorités, la contribution à la connaissance de la sismicité régionale ;
- le développement des travaux de recherche fondamentale et appliquée dans le domaine du volcanisme et de la sismologie ;
- la participation à l'alerte aux tsunamis dans les Caraïbes ;
- la communication sur l'information préventive en matière de risques volcaniques et sismiques.

## Direction
- 1951-1954 : Edmond Bruet
- 1955-1960 : Jean Jolivet
- 1960-1961 : Vital Glaude
- 1961-1997 : Michel Feuillard
- 1997-2001 : Jean-Christophe Komorowski
- 2001-2007 : François Beauducel
- 2008-2012 : Jean-Bernard de Chabalier
- 2012-2013 : Daniel Amorese
- 2014-2017 : Céline Dessert
- 2017-2022 : Roberto Moretti
- depuis 2022 : Ivan Vlastelic